# Partido Republicano Liberal
El Partido Republicano Liberal fue un partido político en Portugal durante la Primera República Portuguesa.

## Historia

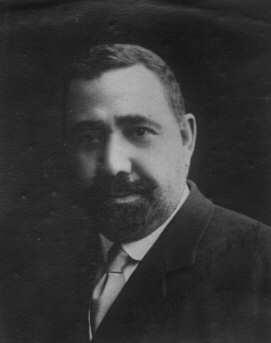
António Granjo, líder del Partido Republicano Liberal.

El partido fue creado en 1919 por la fusión del Partido Evolucionista y del Partido de la Unión Republicana, dos partidos republicanos a la derecha del partido dominante durante la Primera República, el Partido Democrático. El Partido Centrista y algunos miembros del Partido Nacional Republicano del expresidente de la República Sidónio Pais también se unieron a este partido con el fin de hacer frente a la hegemonía del Partido Democrático en la política portuguesa.
Cuando el exlíder del Partido Evolucionista, António José de Almeida fue elegido para presentarse al cargo de presidente de la República Portuguesa, y Brito Camacho, presidente de la Unión Republicana, rechazó encabezar el gobierno, el Partido Republicano Liberal eligió a António Granjo para ser su líder. No obstante, António Granjo fue asesinado en el 19 de octubre de 1921, durante una insurrección de un grupo de militares conocida como la "Noche sangrienta".
En 1922, empezaron largas negociaciones con el Partido Reconstituyente, con el objetivo de fusionar los dos partidos. Finalmente, el 5 de febrero de 1923, se creó el Partido Republicano Nacionalista, una gran plataforma de la derecha republicana con la intención de desafiar el poder hegemónico del Partido Democrático.

## Resultados electorales

### Elecciones legislativas
| Data | Votos | %   | Deputados | +/- | Senadores | +/- | Status    |
| ---- | ----- | --- | --------- | --- | --------- | --- | --------- |
| 1921 | N/D   | N/D | 79/163    |     | 32/71     |     | Gobierno  |
| 1922 | N/D   | N/D | 45/163    | 34  | 10/74     | 22  | Oposición |